# Szvéta krizsna pót
Szvéta krizsna Pót (Sveta križna pot) je delo Jožefa Borovnjaka cankovskega župnika. Szvéta krizsna pót je izhajala 1864 skupaj z dvanajsto izdajo Knige molitvene Mikloša Küzmiča.
Pred Borovnjakom Jožef Košič in Jakob Sabar sta tudi pisala križno pot v prekmurščini. Sabarjevo križno pot tudi so izdali skupaj s Knigo molitveno sztaro-szlovenszko 1869.

Krizsna pót traja od 397. do 413. strani, ima štirinajst stacij (Staczion).
I. Staczion. Jezusa na szmert obszodijo.
II. Staczion. Jezus vzeme krizs na szvoje rame.
III. Staczion. Jezus szpadne pervics pod krizsom.
IV. Staczion. Jezus szrécsa szvojo zsalosztno mater.
V. Staczion. Simon czireneus pimaga Jezusi krizs neszti.
VI. Staczion. Veronika Jezusi potni pert podá.
VII. Staczion. Jezus szpadne drügocs pod krizsom.
VIII. Staczion. Jezus trosta jeruzsalemszke zsene.
IX. Staczion. Jezus szpadne tretics pod krizsom.
X. Staczion. Jezusa szlecsejo ino mu zsucs piti davajo.
XI. Staczion. Jezusa na krizs pribijejo.
XII. Staczion. Jezus na krizsi merjé.
XIII. Staczion. Jezusa z-krizsa vzemejo i prezsalosztnoj Marii v-nárocse polozsijo.
XIV. Staczion. Jezus v-grob polozsijo.
V prvi stani je Priprava.
Szklenem sze v-dühi z-Tebom o szmileni Jezus! ino zselem z-tisztov gorecsnosztjov tvoje britko terplenye premislavati, z-sterov je tvoje preszveto szerce napunyeno bilo, gda szi z-teskim krizsom oblozsen po kervavoj poti mertvecsih glav só.

…

Sztála je mati dreszélna,
Poleg krizsa jako tuzsna,
Gda je viszo szveti Szin.
Kakor v Knigi molitveni (1864), tudi v Szvéti krizsni póti Borovnjak zapisuje diftongi kot monoftong (pót, szkoz, pokore), ali ej, kot e (szrecsno, vreden), zato, da bi se bližuje h knjižni slovenščini. Ampak zanimiv je, da ne uporabi polglasnika (merjé, szerczi, pervics), najsi prejšnji prekmurski knjižni jezik to je vpisal, kljub temu, da prekmurščina ne artikulira polglasnika.
Začenši od zdaj križna pot je bila nogibna dela Molitvene knige in v poznejših izdajah vselej nastopala. V cerkvah, v Slovenski krajini na Madžarskem in v Prekmurju do leta 1945, ko so hodili križno pot, nenehno brali na glas iz Molitvene knige. Danes še v Porabju berejo križno pot v prekmurskem jeziku.